# Stravča
Stravča falu Horvátországban, Dubrovnik-Neretva megyében. Közigazgatásilag Konavle községhez tartozik.

## Fekvése
A Dubrovnik városától légvonalban 18, közúton 28 km-re délkeletre, községközpontjától légvonalban 8, közúton 14 km-re északkeletre, a konavlei hegyvidéken a Sniježnica-hegység északi oldalán, Brotnice és Duba Konavoska között, a hercegovinai határ közelében fekszik. 

## Története
Stravča területe már az ókorban lakott hely volt. Első ismert lakói az illírek voltak, akik magaslatokon épített erődített településeken éltek és kőből rakott halomsírokba temetkeztek. Több településük maradványai is megtalálhatók a település határában a Kula mala, Gradina és Gradac nevű magaslaton. Közel húsz ismert halomsír maradványai is megtalálhatók itt többek között Kolićin, Vardán, Ivankrsten, Mala gradinán, Brgijezen, Siljevištán és Babán. A rómaiak az i. e. 2. században győzték le az illíreket és Epidaurum központtal e területet is a birodalomhoz csatolták. A római hatalmat a népvándorlás vihara rengette meg. A Nyugatrómai Birodalom bukása után a keleti gótok özönlötték el a térséget, őket 537-től 1205-ig kisebb megszakításokkal a bizánciak követték. A 7. században avarok és a kíséretükben érkezett szlávok, a mai horvátok ősei árasztották el a területet. A várakat lerombolták és az ellenálló lakosságot leöldösték. Így semmisült meg a mindaddig fennálló Epidaurum. A túlélő lakosság előbb az északnyugatra fekvő Župára, majd Raguzába menekült. 
Stravča a középkorban is folyamatosan lakott volt, ezt bizonyítják a középkori temető megmaradt sírjai. Területe középkorban Travunja része volt, mely Dél-Dalmácián kívül magában foglalta a mai Hercegovina keleti részét és Montenegró kis részét is. Travunja sokáig a szerb, a zétai és bosnyák uralkodók függőségébe tartozó terület volt. A Raguzai Köztársaság az 1426. december 31-én kötött szerződéssel szerezte meg területét addigi bosnyák uraitól a Pavlovićoktól. Az 1430 és 1432 között dúlt első konavlei háborúban a török támogatását élvező Radoslav Pavlović megpróbálta visszaszerezni az egyszer már eladott konavlei birtokait a köztársaságtól. A háború a végén a török támogatását is elveszítő Pavlović vereségével végződött és az azt követő béke megerősítette a Bosznia, Hum és a Raguzai Köztársaság közötti korábban kialakult állapotokat. A stravčai Szent György plébánia alapítása 1620 körül történt, bár egyes dokumentumok az 1636 és 1639 közötti időre teszik. Korábban az egész konavlei hegyvidék a cavtati plébániához tartozott. A 17. század első felében a raguzai hatóságok rendeletére egymás után épültek fel a falvak templomai. Ekkor építették a Szent Megváltó tiszteletére szentelt templomot is, egyúttal a Szent György templomot is felújították.
Az 1806-ban a Konavléra rátörő orosz és montenegrói sereg a település házait is kifosztotta, közülük sokat fel is gyújtottak. A lakosság képviselői, hogy javaikat mentsék alkudozni kezdett a megszállókkal, akik azt a maguk módján oldották meg. Bezárták őket a templomba és az épületet rájuk gyújtották. A köztársaság bukása után 1808-ban Dalmáciával együtt ez a térség is a köztársaságot legyőző franciák uralma alá került, de Napóleon bukása után 1815-ben a berlini kongresszus Dalmáciával együtt a Habsburgoknak ítélte. 1857-ben 203, 1910-ben 186 lakosa volt. 1918-ban az új szerb-horvát-szlovén állam, majd később Jugoszlávia része lett. A térség falvait a 20. század elején még vasút kötötte össze a nagyobb településekkel, ezt azonban 1968-ban megszüntették, azóta rendszeres autóbuszjárat köti össze Cavtat városával. A délszláv háború idején 1991 októberében a jugoszláv hadsereg, valamint szerb és montenegrói szabadcsapatok foglalták el a települést, melyet kifosztottak és felégettek. A lakosság nagy része a jól védhető Dubrovnikba menekült és csak 1992 októberének végén térhetett vissza. Az otthon maradtak közül a megszállók többeket elhurcoltak és meggyilkoltak. A háború után rögtön megindult az újjáépítés. A településnek 2011-ben 60 lakosa volt. Lakói főként mezőgazdasággal foglalkoztak. A helyi iskolának csak háromosztályos alsó tagozata van, a felső tagozatosok Cavtatra, a középiskolások Dubrovnikra járnak. 

## Népesség
| Lakosság változása | Lakosság változása | Lakosság változása | Lakosság változása | Lakosság változása | Lakosság változása | Lakosság változása | Lakosság változása | Lakosság változása | Lakosság változása | Lakosság változása | Lakosság változása | Lakosság változása | Lakosság változása | Lakosság változása | Lakosság változása | Lakosság változása |
| ------------------ | ------------------ | ------------------ | ------------------ | ------------------ | ------------------ | ------------------ | ------------------ | ------------------ | ------------------ | ------------------ | ------------------ | ------------------ | ------------------ | ------------------ | ------------------ | ------------------ |
| 1857               | 1869               | 1880               | 1890               | 1900               | 1910               | 1921               | 1931               | 1948               | 1953               | 1961               | 1971               | 1981               | 1991               | 2001               | 2011               | 2021               |
| 203                | 204                | 187                | 186                | 189                | 186                | 160                | 158                | 143                | 138                | 114                | 86                 | 78                 | 71                 | 57                 | 60                 | 54                 |

## Nevezetességei
- Szent Megváltó templom ma temetőkápolnaként szolgál. A 17. század elején építették. 1806-ban a montenegrói és orosz hordák kilenc helyi lakost az épületbe zárva felgyújtották. Az újjáépített templomot 1880-ban átépítették. Felújítása 2004-ben történt. Ez alkalommal az itt hosszú ideig szolgáló Frano Sek plébánosra emlékező táblát új gránittáblára cserélték és ekkor vezették be az áramot is az épületbe.

- A Szent György plébániatemplom a 16. század elejéről származik. Amikor 1620-ban megújították ez lett a település újonnan alapított plébániájának plébániatemploma. A régi, kicsinek bizonyuló templomot 1860-ban lebontották és 1872-ben újat és nagyobbat építettek helyette. A templom körül régi sírkövek voltak, melyeket a Szent Megváltó templom mellé telepítettek át.

- Középkori temető

- Ókori vármaradványok Kula malán, Gradinén és Gradacon.

- Ókori halomsírok Kolićin, Vardán, Ivankrsten, Mala gradinán, Brgijezen, Siljevištán és Babán.